# 주디 (2026년 영화)
《주디》(영어: Judy)는 2026년 개봉 예정인 미국의 액션 영화이다. 알레한드로 곤살레스 이냐리투가 감독과 공동각본을 맡았다.

## 출연
- 톰 크루즈
- 잔드라 휠러
- 존 굿맨
- 마이클 스툴바그
- 제시 플레먼스
- 소피 와일드
- 리즈 아메드